# سوپ ملون
سوپ ملون سوپی است که با ملون به عنوان ماده اولیه تهیه می‌شود. ملون‌هایی مانند خیارچنبر تلخ، گرمک، خربزه تخم قند، طالبی (خربزه کاسابا) و خربزه زمستانی ممکن است مورد استفاده قرار گیرد، در میان دیگران. برخی از سوپ‌های خربزه با تکه‌های کامل خربزه تهیه می‌شوند و برخی دیگر از خربزه پوره شده استفاده می‌کنند. برخی از آنها گرم سرو می‌شوند، در حالی که برخی دیگر سرد سرو می‌شوند. برخی از انواع سرد بدون نیاز به پخت و پز تهیه می‌شوند. چندین سبک و انواع سوپ ملون وجود دارد، از جمله سوپ خربزه تلخ، سوپ گرمک و سوپ خربزه زمستانی، از جمله. منشأ برخی از دستور العمل‌های سوپ خربزه ممکن است از مرزهای بین‌المللی عبور کند.

## انواع

### سوپ ملون تلخ
سوپ ملون تلخ با استفاده از خیارچنبر تلخ به عنوان ماده اولیه تهیه می‌شود و بخشی از غذاهای چینی است. در زبان کانتونی، ملون تلخ به عنوان ملون خنک‌کننده با استفاده از اصطلاح leung gwa شناخته می‌شود. در منطقه دلتای رودخانه مروارید چین، سوپ ملون تلخ از خربزه تازه در تابستان و همچنین از پودر ملون تلخ خشک شده در فصول دیگر تهیه می‌شود. ممکن است از ماهی‌هایی مانند باس یا کپور تهیه شود.

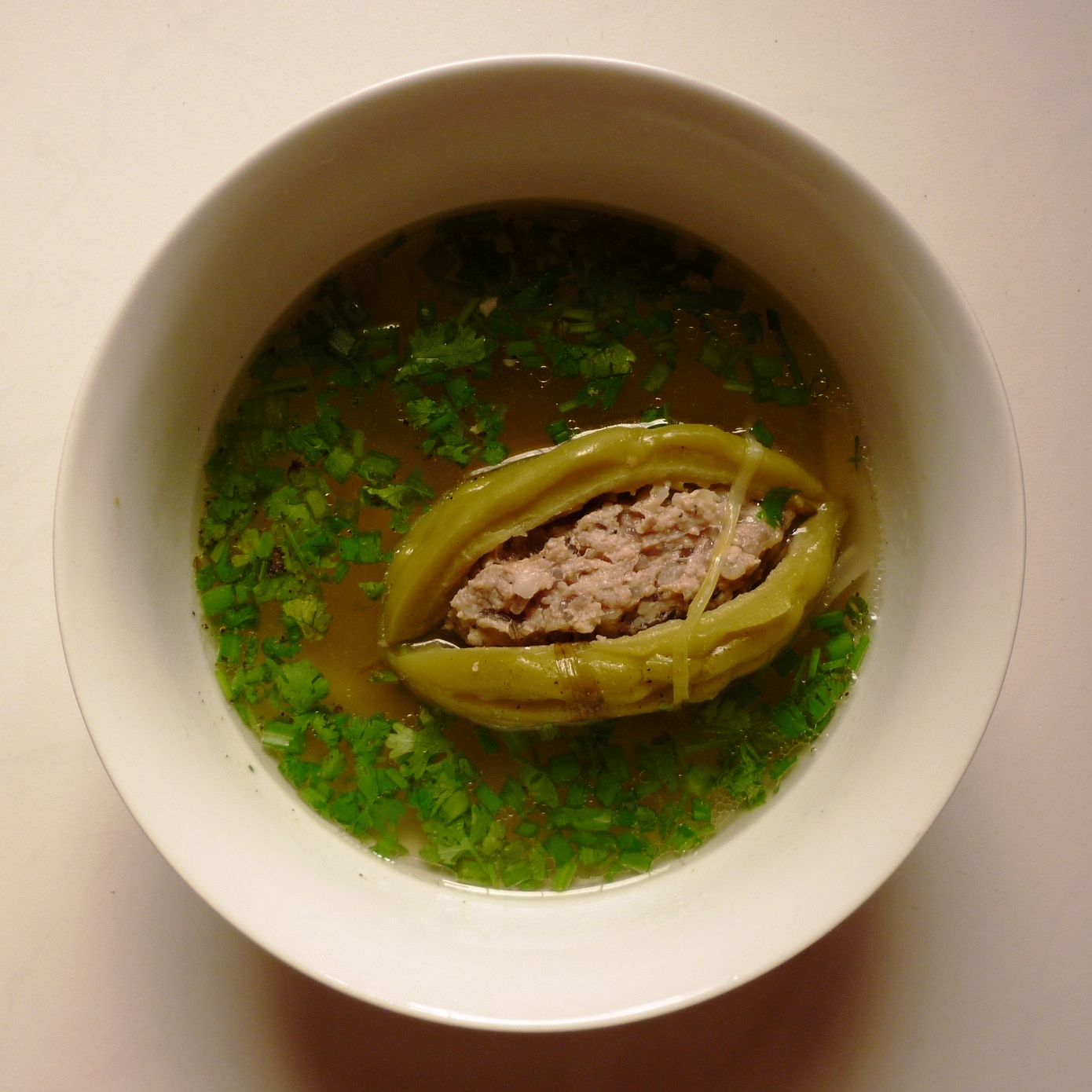
سوپ ملون تلخ
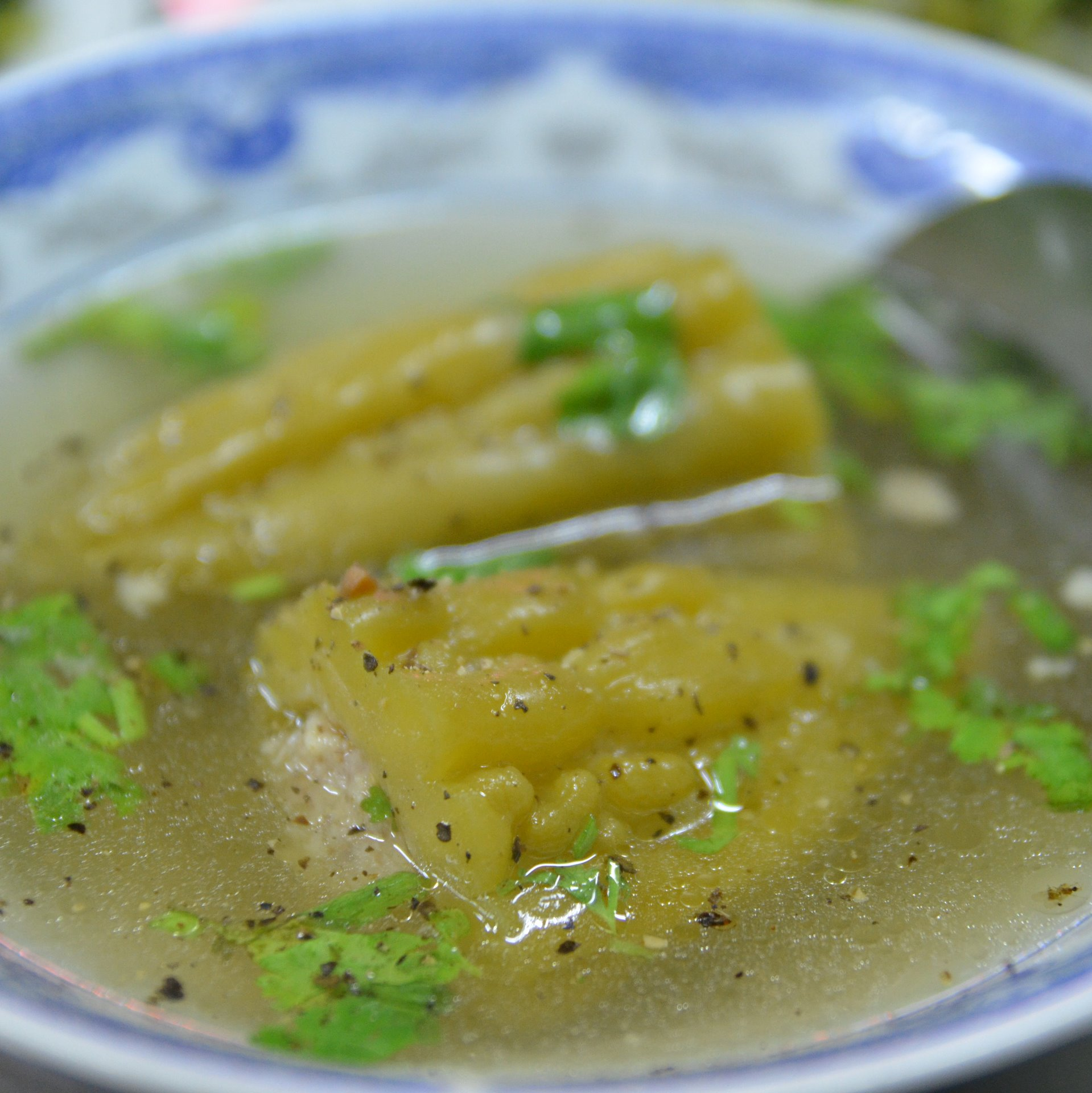
سوپ ملون تلخ در رستورانی در هوشی‌مین، ویتنام

### سوپ گرمک
سوپ گرمک با گرمک به عنوان ماده اولیه تهیه می‌شود. ممکن است به شکل پوره تهیه شود و معمولاً سرد سرو می‌شود. گاهی به آن سوپ طالبی نیز می‌گویند. سوپ گرمک را ممکن است به عنوان غذای اول یا غذای اولیه قبل از غذای اصلی سرو کنید. استفاده از گرمک که به خوبی رسیده‌است می‌تواند بافتی بهینه ایجاد کند و طعم شیرین سوپ را افزایش دهد. مواد اضافی می‌تواند شامل آب لیموترش، آب لیمو، آب سیب، آب پرتقال، نمک، فلفل، گیاهانی مانند نعناع یا ریحان، فلفل قرمز و سرکه بالزامیک باشد. انواع تند ممکن است با استفاده از فلفل چیلی تهیه شود. دستور پخت سوپ طالبی با استفاده از یک خربزه طالبی بزرگ، نصف فنجان آب پرتقال و یک چهارم فنجان عسل دارای ۱۴۷ کالری در هر وعده یک فنجان است.

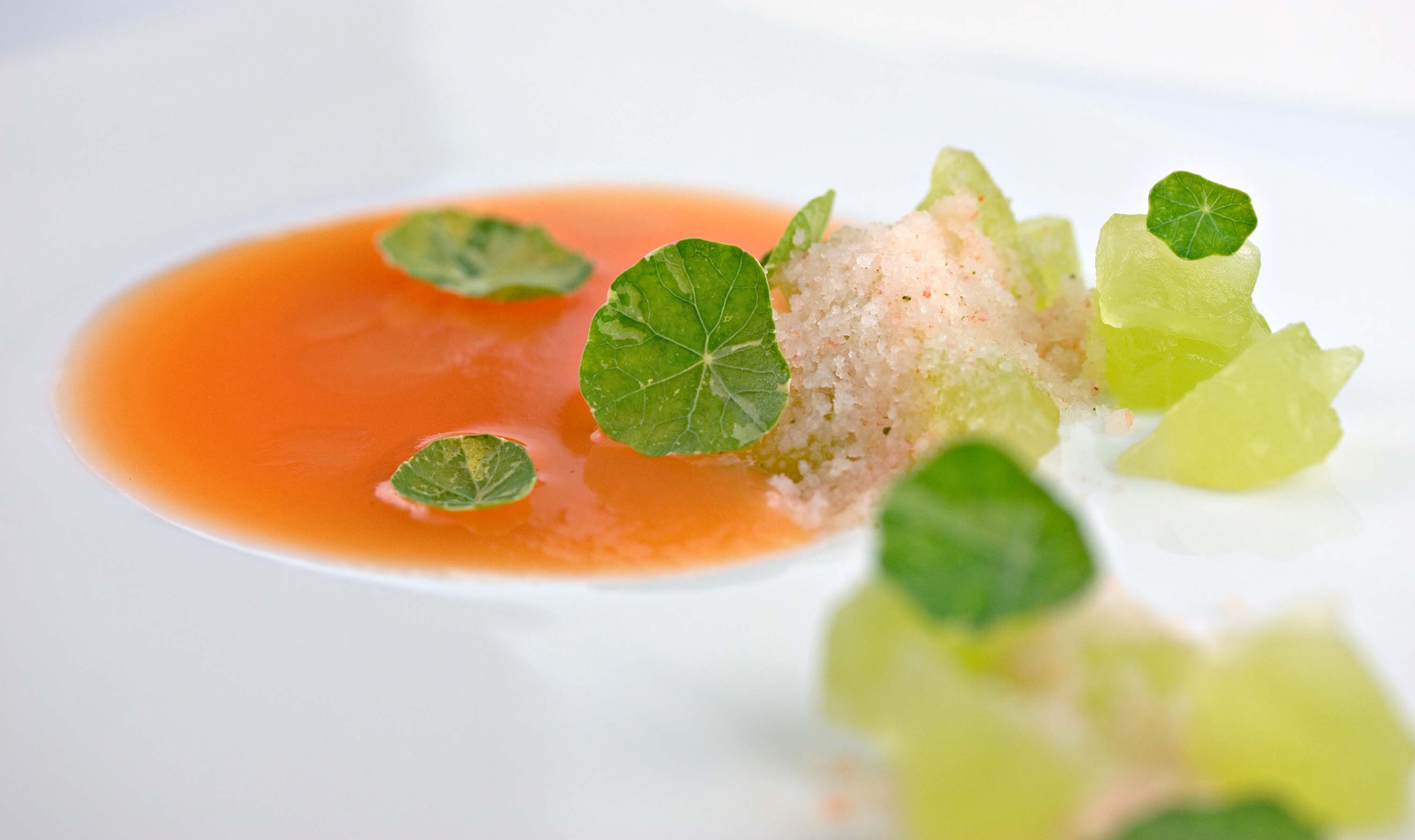
سوپ گرمک

### سوپ هندوانه
سوپ هندوانه با هندوانه به عنوان ماده اولیه تهیه می‌شود و ممکن است به صورت سرد سرو شود. ممکن است دانه‌های هندوانه برداشته شود یا از هندوانه بدون هسته استفاده شود و مواد اضافی می‌تواند شامل میوه‌های اضافی، زنجبیل، فلفل چیلی و شکر باشد.

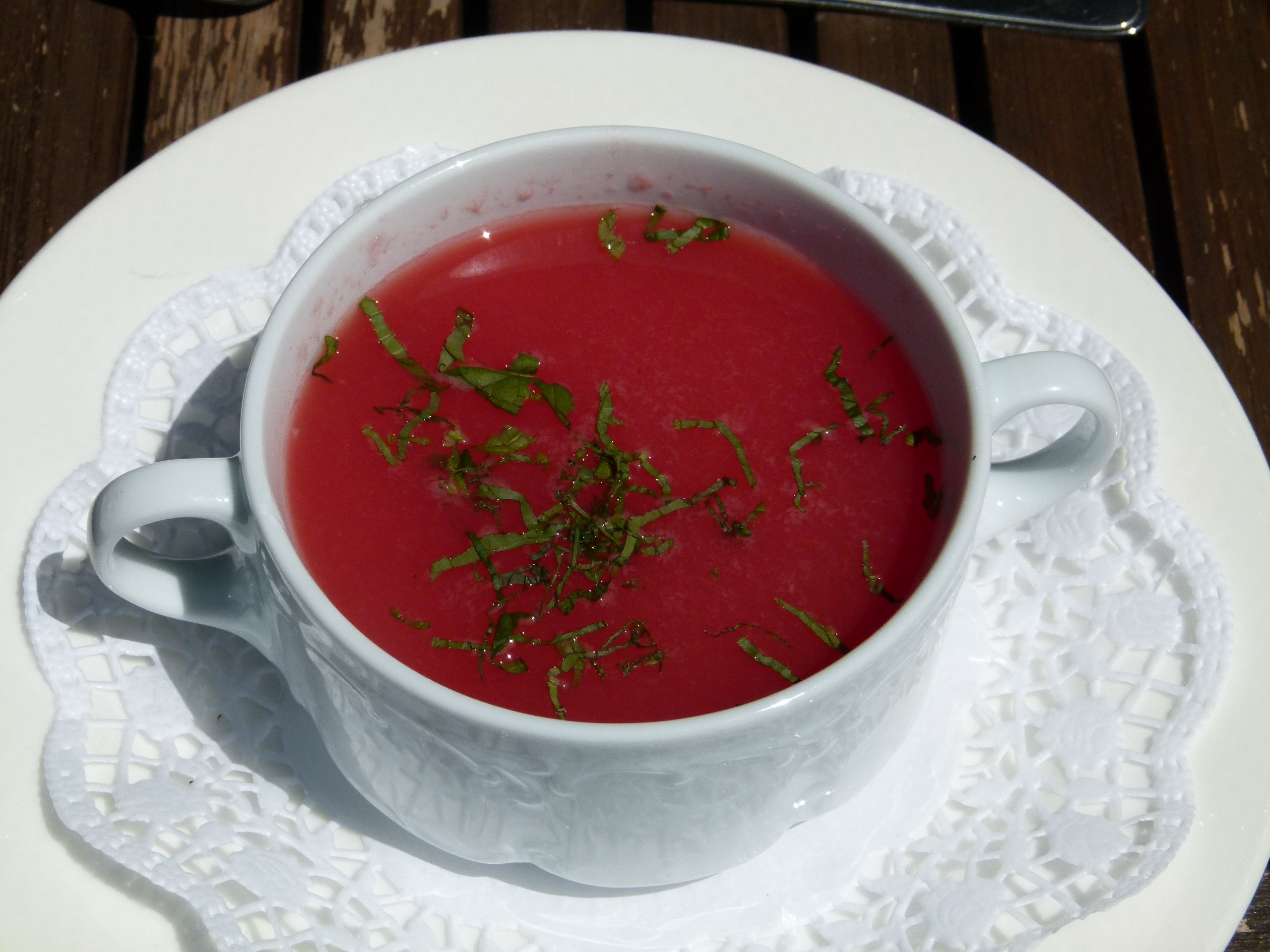
سوپ هندوانه در یک رستوران

### سوپ خربزه زمستانی
سوپ خربزه زمستانی با خربزه زمستانی به عنوان ماده اولیه تهیه می‌شود و بخشی از غذاهای چینی و غذاهای هنگ کنگ است. اغلب در ضیافت‌های چینی سرو می‌شود. سوپ خربزه زمستانی ممکن است طعم کمی شیرین داشته باشد. برخی از دستور العمل‌ها ممکن است از چندین ماده علاوه بر خربزه زمستانی استفاده کنند، که ممکن است شامل ژامبون، هویج، قارچ و مرغ باشد. سوپ خربزه زمستانی ممکن است به صورت گرم سرو شود، اما به عنوان یک اثر خنک‌کننده بر بدن هنگام مصرف توصیف شده‌است.

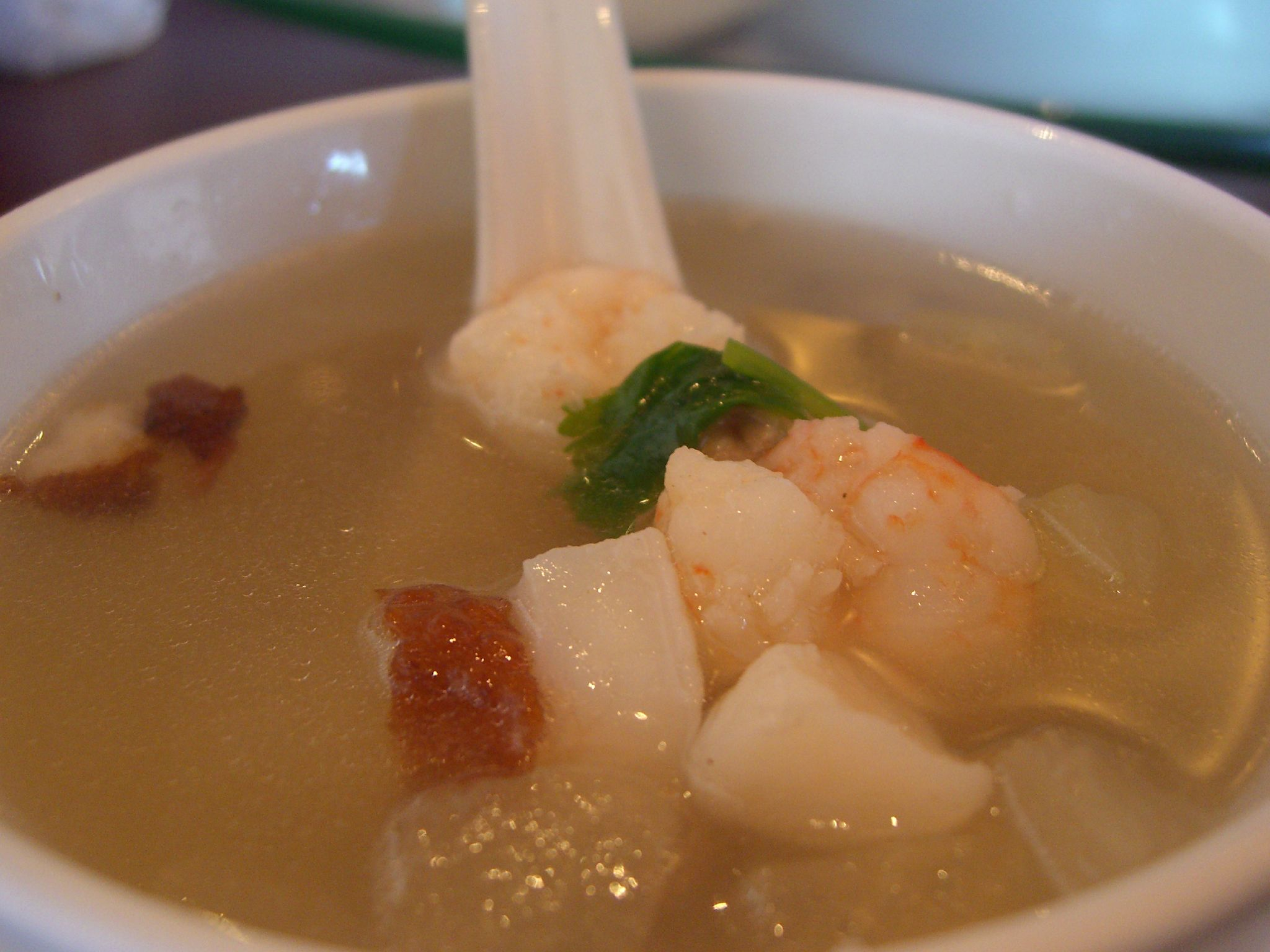
نمایی نزدیک از یک سوپ ملون با غذای دریایی
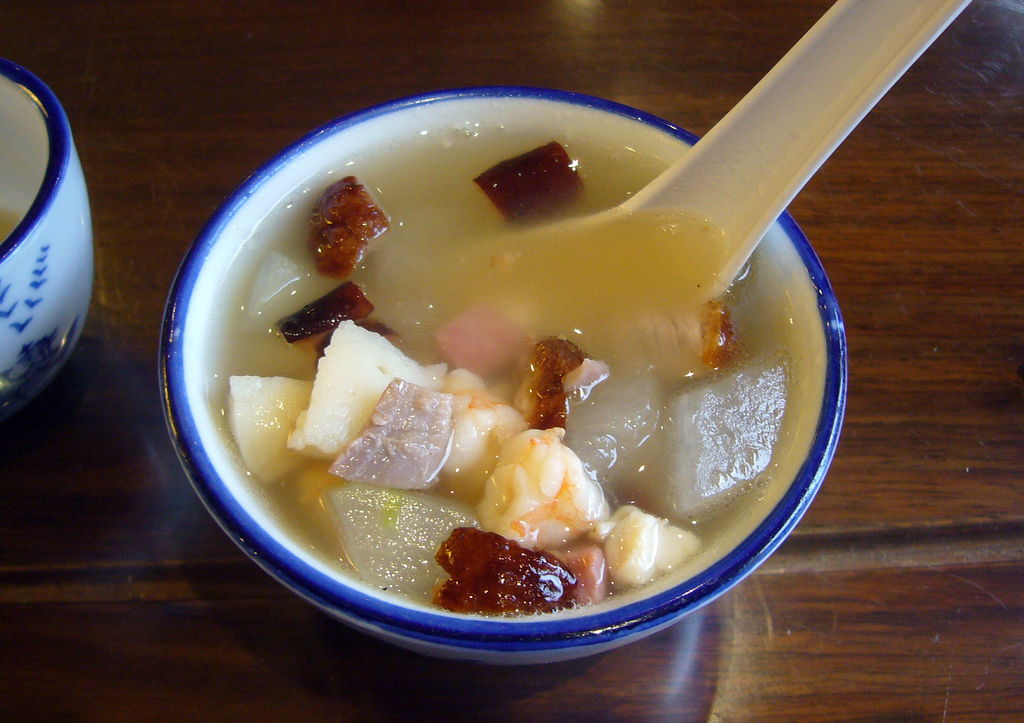
سوپ ملون زمستانی
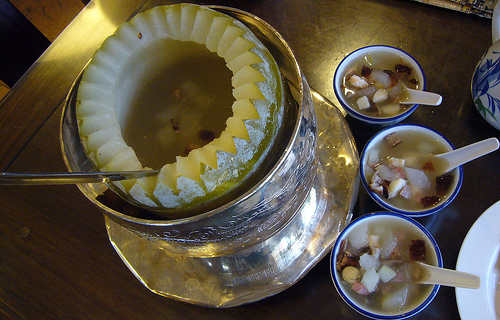
سوپ ملون زمستانی سرو شده با یک ظرف به شکل ملون
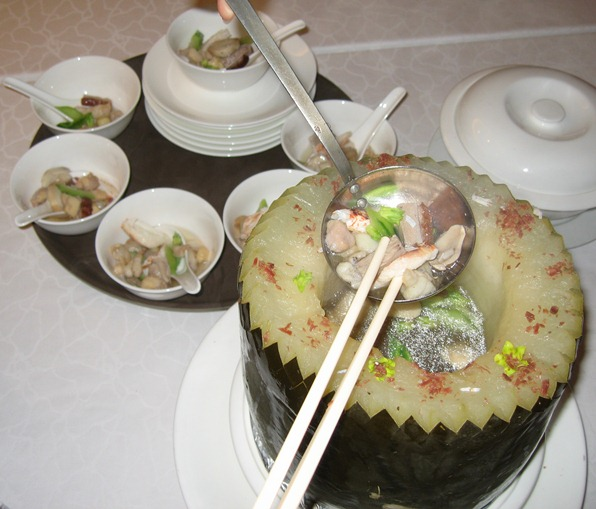
یک سوپ ملون زمستانی دیگر سرو شده با یک ظرف ملون شکل